# Ingemar Erlandsson
Ingemar Erlandsson (født 16. november 1957 i Glimåkra, Sverige, død 9. august 2022) var en svensk  fodboldspiller (forsvarer), der mellem 1978 og 1985 spillede 69 kampe og scorede to mål for Sveriges landshold. Han deltog blandt andet ved VM 1978 i Argentina.
På klubplan spillede Erlandsson hele karrieren hos Malmö FF i hjemlandet. Her var han med til at vinde to svenske mesterskaber og fire udgaver af Svenska Cupen. Han var også en del af det Malmö-hold, der nåede Mesterholdenes Europa Cup finale 1979, der dog blev tabt 0-1 til engelske Nottingham Forest.

## Titler
Allsvenskan
- 1977 og 1986 med Malmö FF

Svenska Cupen
- 1978, 1980, 1984 og 1986 med Malmö FF